# Boichi

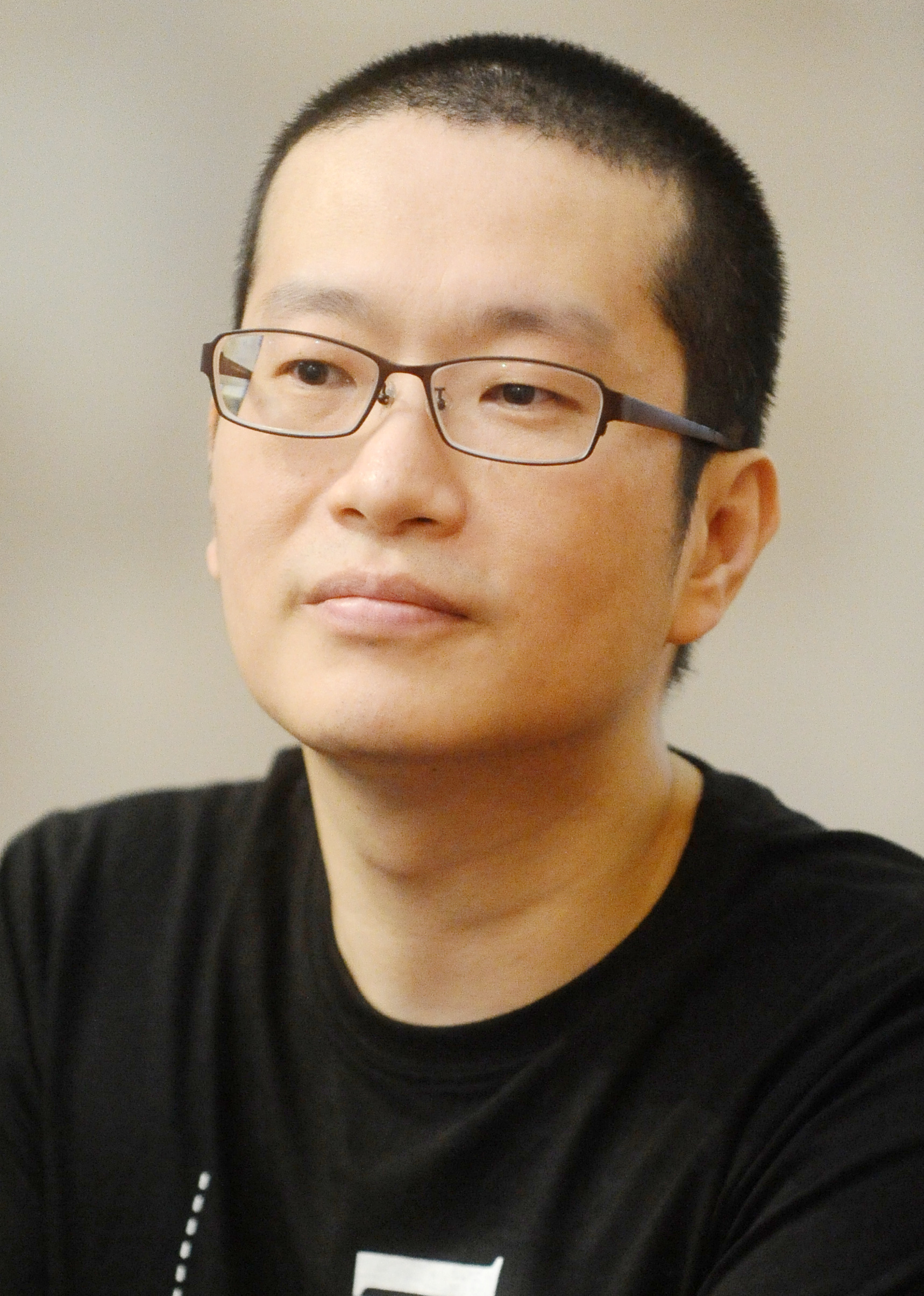
Boichi a Lucca Comics & Games 2014

Mujik Park, noto professionalmente come Boichi (ボイチ, 박무직; Seul, 29 gennaio 1973), è un fumettista sudcoreano che vive e lavora in Giappone.

## Biografia
Mujik Park alias Boichi, è un mangaka originario di Seul, in Corea del Sud, che attualmente risiede in Giappone. Si è laureato in fisica ed è un appassionato di fotografia e della cucina di classe. 
Boichi ha iniziato la sua carriera disegnando manhwa nel suo paese d'origine, e successivamente ha cominciato a lavorare per il mercato giapponese. La sua prima pubblicazione è un manga shōjo, nell'anno 1993. Hotel: Since 2079, opera autoconclusiva di circa 50 pagine, determinerà la conoscenza dell’autore a livello nazionale, fama esplosa poi nel 2006 con il suo capolavoro: Sun Ken Rock. 
Fra le sperimentazioni dell’autore vi è stato il genere hentai, che ha dato vita al manga (volume unico) Lovers in Winter. La produzione dell’autore si caratterizza di varie opere autoconclusive, di cui la maggior parte raccolte in Hotel e Space Chef Caesar.
Importante sottolineare che Boichi si avvale continuamente della sua passione verso la fotografia per costruire le ambientazioni e le scene di combattimento dei suoi manga: a questo scopo spesso si fa aiutare dagli assistenti, suoi “modelli”.
In Italia molte delle sue opere sono state portate dalla Planet Manga (Hotel, Raqiya, H.E - The Hunt for Energy, Trigun - Multiple Bullets), dalla J-Pop (Sun Ken Rock, Wallman, Space Chef Caisar, Yumin: Hot & Spicy!) e dalla Star Comics (Terra Formars Gaiden - Asimov).
Nel 2011 a Lucca Comics & Games ha vinto il Gran Guinigi per la miglior storia breve con Tutto questo è stato fatto per il tonno, pubblicata in italiano da Planet Manga all'interno del volume unico Hotel assieme ad altre quattro sue storie brevi.

## Opere
- Lovers in Winter (2005)
- Sun Ken Rock (2006)
- Hotel  (2008)
- Raqiya (Rakia: Shin Mokushiroku) (2008)
- Space Chef Caisar (2010)
- Sun Ken Rock Gaiden - Yumin (2010)
- H.E - The Hunt for Energy (2011)
- Trigun: The Lost Plant (Trigun - Multiple Bullets)  (2011)
- Yumin ni Gomeshi o Tabe Sasetai (Yumin: Hot & Spicy!)  (2011)
- Sun Ken Rock Gaiden: Pickaxe - Dango Knight (2011)
- Eques (2012)
- Momo no Musume! (2012)
- Toutetsu (2013)
- Wallman (2013)
- Terra Formars - Asimov (2015)
- Origin (2016)
- Dr. Stone (2017)
- Dr, Stone Reboot: Byakuya (2019)
- One Piece Episode A (2020)
- Zessan Sekai Meshi - Tabereba kono yo no subete ga wakaru (2022)
- Visceris Voyage (2023)
- Super String: Isekai Kenbunroku (2023)
- Dr. Stone: 4D Science (2023)